# 2669 Shostakovich
För andra betydelser, se Shostakovich.
2669 Shostakovich eller 1976 YQ2 är en asteroid i huvudbältet som upptäcktes den 16 december 1976 av den ryska astronomen Ljudmjla Tjernych vid Krims astrofysiska observatorium på Krim. Den har fått sitt namn efter kompositören Dmitrij Sjostakovitj.
Asteroiden har en diameter på ungefär 16 kilometer.